# Kirigakure Saizō
Kirigakure Saizō (霧隠才蔵?) fue un ninja del período Sengoku de Japón. En el folclore es uno de los Diez Valientes de Sanada y, junto a Sasuke Sarutobi, es el más reconocido de los Diez.
Al igual que Sasuke, Saizō podría ser una creación ficticia de la literatura popular de la era Meiji, probablemente basado en Kirigakure Shikaemon; aunque algunos argumentan a favor de su existencia. Según el historiador Stephen Turnbull y el escritor Joel Levy, hay un registro histórico de un fallido intento de asesinato por un ninja llamado Kirigakure Saizō, enviado por el soberano Tokugawa Ieyasu para matar a su rival Toyotomi Hideyoshi. De acuerdo a otra versión de este incidente, presentado por el artista marcial e investigador Donn F. Draeger, el «descuidado ninja» Kirigakure fue capturado mientras simplemente espiaba a Toyotomi, que en realidad salvó la vida del soberano, pues estaba a punto de ser asesinado por el agente doble Takiguchi Yusuke; a Kirigakure se le perdonó con la condición de declarar su lealtad al clan Toyotomi.
Kirigakure dijo ser un maestro del ninjutsu de Iga Ryū. Sasuke, un ninja de Koga Ryu, es a menudo retratado como el rival de Kirigakure, pero después, ambos convertidos a la causa Sanada, como mejores amigos y socios. El nombre Kirigakure nombre significa literalmente «niebla oculta», y por tanto es a menudo asociado con la niebla y, por extensión, la magia de ilusión. En contraste con Sasuke, quien a menudo es representado con una apariencia infantil casi salvaje, Kirigakure generalmente aparece como un joven tranquilo, elegante, maduro, apuesto y a veces femenino. El artista marcial y autor Stephen K. Hayes comparó el retrato de Kirigakure en los libros de los niños japoneses a la «figura romántica» ninja del héroe bandido Ishikawa Goemon.

## En la cultura popular
En el manga y anime Samurai Deeper Kyo, Kirigakure es un partidario fanático de Sanada Yukimura. 
En la película Goemon, Kirigakure fue interpretada por Ōsawa Takao (y Satō Takeru en el papel del joven Kirigakure). 
También aparece en la película Kamen Rider Den-O: ¡He Renacido! y en el manga BRAVE10, y es el tema titular de la cuarta y la séptima películas de la serie Shinobi no Mono (Shinobi no Mono: Zoku Kirigakure Saizō y Shinobi no Mono: Shin Kirigakure Saizō). 
En una de las series Super Sentai Series, Ninja Sentai Kakuranger, uno de los personajes principales, Saizō, interpretado por Tsuchida Hiroshi, es un descendiente moderno de kirigakure. 
Una aldea llamada Kirigakure no Sato («Aldea Oculta en la Niebla») aparece en el manga y anime Naruto.
En el manga Ao no Exorcist, Shura Kirigakure es una exorcista que trabaja para la Orden de la Cruz Verdadera y, según el personaje de Mephisto Pheles, es una descendiente de la Escuela Ninja Kirigakure.
En el anime Brave 10 es el protagonista principal de la serie, sirviéndole a Sanada Yukimura.
En el anime Sengoku night blood aparece junto con Sarutobi Sasuke, Yuri Kamanosuke, Sanada Nobuyuki y Sanada Yukimura (Estos representaban al clan Sanada)
Ninja Grandmaster Saizo es una carta del juego de cartas coleccionables Yu-Gi-Oh! que podría estar basada en Kirigakure Saizo